# Xois
Xois è il toponimo greco di una città dell'antico Egitto nota come Jasuut, o Khasut o Khaset. Era il Capoluogo del VI distretto del Basso Egitto fu sede, durante il secondo periodo intermedio dei sovrani della XIV dinastia.
La città di Xois è stata descritta dal geografo greco Strabone. Strabone la identificò come l'isola fra i due rami del delta del Nilo detti Sebennitico e Fatnitico.
Attualmente il nome della località è Sakha, e si trova nel Governatorato di Kafr el Shei, poco a sud del capoluogo Kafr el Shei.
Della antica città resta assai poco: una sfinge, e alcune colonne nel cortile della chiesa greco-romana dedicata alla Vergine Maria che secondo la tradizione cattolica si trova nel luogo ove soggiornò la Sacra famiglia durante la sua presenza in Egitto.